# La commare secca
La commare secca è un film del 1962, diretto da Bernardo Bertolucci, all'esordio nella regia, tratto da un soggetto di Pier Paolo Pasolini.
Presentato alla 23ª edizione della Mostra di Venezia, dove ha diviso la platea in entusiasti e detrattori, il titolo si riferisce alla morte, come definita in un sonetto di Gioachino Belli citato nell'inquadratura finale del film: «... e già la Commaraccia secca de strada Giulia arza er rampino».

## Trama
Roma. Sul greto del fiume Tevere viene ritrovato il cadavere di una prostituta assassinata. La polizia interroga gli uomini che sono stati visti la sera del delitto nel parco in cui la donna esercitava il mestiere e ognuno racconta la propria verità su come ha trascorso quella giornata per poi ritrovarsi la sera in quel luogo.
Un ragazzo soprannominato "Canticchia" sostiene di essere passato per il parco di ritorno da un incontro per un posto di lavoro: in realtà quel pomeriggio si è dedicato, con due compari, all'abituale attività di ladruncolo di coppiette impegnate ad amoreggiare, ma ha rischiato di essere malmenato da una potenziale vittima che l'ha colto sul fatto. "Il Califfo", ben conosciuto dalle forze dell'ordine per i suoi precedenti criminali, sostiene di aver messo la testa a posto e di aver trascorso tranquillamente la giornata in compagnia della fidanzata: in realtà viene mantenuto dalla donna, che fa la strozzina, e quel giorno durante il giro di riscossioni i due hanno avuto un furioso litigio.
Il giovane soldato meridionale Teodoro ha girovagato tutto il giorno per la grande città e, sedutosi su una panchina nel parco per riposare, si è semplicemente addormentato, senza rendersi conto di quanto accadeva attorno a lui. L'eccentrico Natalino sfugge alle domande e accusa due ragazzi visti nel parco, Francolicchio e Pipito. I due hanno trascorso la giornata in compagnia di un paio di coetanee e si sono accordati per vedersi con loro anche il giorno successivo per pranzare insieme, ma non hanno i soldi per acquistare quanto hanno promesso di procurare per il pranzo, e perciò la sera, nel parco, si lasciano abbordare da un omosessuale e, una volta appartati insieme a lui, lo derubano.
Solo uno dei due ragazzi può però raccontare quanto è successo perché, quando la polizia si è presentata nella loro borgata per prelevarli per raccogliere la loro testimonianza, sono istintivamente fuggiti, convinti di essere ricercati per quel furto, e uno dei due è annegato nel fiume. Infine, è proprio la vittima del furto a rivelarsi fondamentale per risolvere l'indagine, perché è stato testimone oculare dell'omicidio, e riconosce in Natalino l'assassino.

## Colonna sonora
La colonna sonora del film contiene le canzoni Addio Addio, cantata da Claudio Villa, e Come nasce un amore, cantata da Nico Fidenco.

## Critica
Per il Dizionario Mereghetti il film è un esercizio di stile «appesantito da una preziosità di racconto [...] e uno sguardo liricheggiante che deve troppo alla volontà di fare un cinema d'autore».
Il Dizionario Morandini riassume il film come «gusto, fantasia e due momenti di poesia».